# ألان فري
ألان فري هو شخصية أعمال سويسري، ولد في 27 مارس 1982.